# .th
.th este un domeniu de internet de nivel superior, pentru Thailanda (ccTLD).